# Saarburg
Saarburg is een gemeente in de Duitse deelstaat Rijnland-Palts, gelegen in de Landkreis Trier-Saarburg. De stad telt 7.489 inwoners.

## Geschiedenis
De naam Saarburg duikt voor het eerst op rond 964. Toen liet graaf Siegfried von Luxemburg, de stichter van Luxemburg-stad, een burcht oprichten. In de loop der tijd werd de burcht de residentie van de aartsbisschoppen van Trier. De burcht wist talloze vijandelijkheden te trotseren.

## Saarburg in de 21e eeuw
Saarburg telt zo'n 6700 inwoners en het is vooral een toeristenoord rondom de florerende wijnindustrie. 

## Toerisme
Saarburg trekt veel Belgische en Nederlandse toeristen. Een toeristische attractie in het centrum van Saarburg zijn de watervallen midden in de stad. Ook de kastelen aan de rand van de stad trekken veel bezoekers.

### Wijn
Saarburg is een belangrijk wijndorp in de wijnstreek Mosel. De ligging aan de bergen rondom de Saar maakt de omgeving geschikt voor wijnbouw. Vanwege de hellingsgraad van de bergen groeien de druiven hier goed. De regio Saarburg is bekend om haar witte wijnen. De opvolging van de wijnboeren verloopt niet zonder problemen zodat de voortzetting van de wijnbouw in gevaar is. Beroemd is het Weinfest dat elk jaar in het eerste weekend van september in Saarburg wordt georganiseerd en waar men regionale wijnen kan proeven.

### Ontspanning
Op de Saar kan gekanood worden. Daarnaast wordt de rivier gebruikt door rondvaartboten. De aanlegsteigers maken het mogelijk om gedurende riviercruises een bezoek aan Saarburg af te leggen.
Niet alleen op de Saar maar ook naast de Saar kan men ontspannen. Dat kan onder andere aan de Saar-Radweg, een fietspad langs de Saar van Saarbrücken tot aan de monding van de Saar in de Moezel bij Konz en verder tot aan Trier. Op de Saar-Radweg kan men skaten, fietsen, wandelen en hardlopen. Daarnaast bieden de wijnbergen off-road mogelijkheden voor mountainbikers.

### Verblijf
Saarburg ligt aan de voet van de Warsberg. Boven op deze berg ligt een vakantiepark dat over de weg te bereiken is via 12 haarspeldbochten of een kabelbaan. Vanaf de Warsberg is er uitzicht op het Saardal en de omliggende wijnbergen.

### Kerken
In Saarburg zijn een evangelische kerk en twee katholieke kerken.

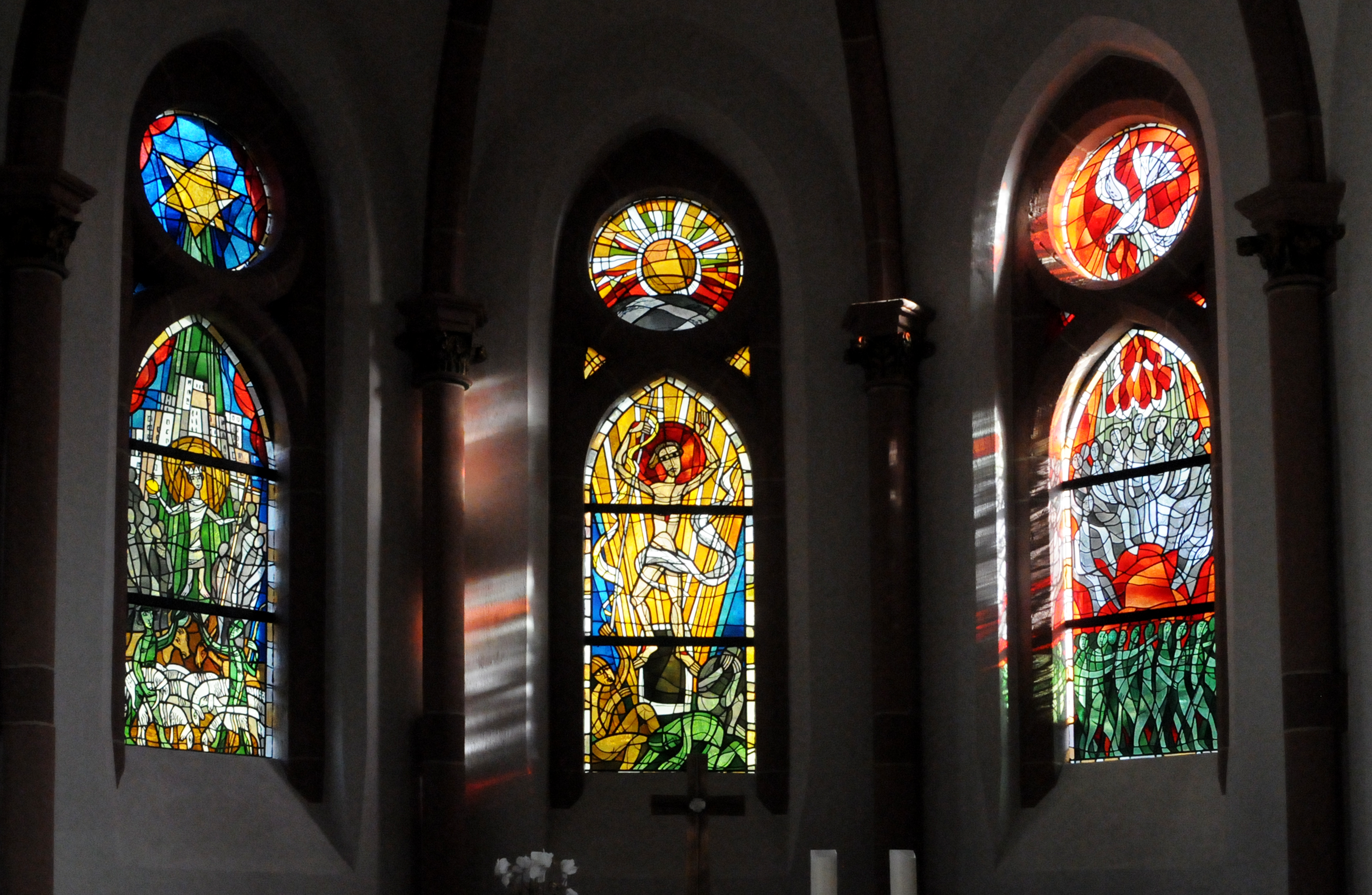
Glas in lood van Werner Persy in de Evangelische Kerk

De Evangelische Kerk is een kerk van de evangelische kerkgemeenschap. Ze werd op het einde van de 19e eeuw voor de tot dan toe zuiver katholieke streek ontstane en sterk aangegroeide diaspora-gemeenschap gebouwd. Het in 1893 in de stijl van het historisme voltooide kerkgebouw staat, zoals ook de naburige pastorie, onder monumentenzorg en is in de lijst van de beschermde monumenten van het gebied Trier-Saarburg opgenomen.
De Sint-Laurentiuskerk is een katholieke kerk en is toegewijd aan de heilige Laurentius. Ze vervangt de in de 13e eeuw gebouwde Heiligkreuz-kapel. De huidige Romeins-katholieke parochiekerk van Saarburg, gebouwd in neogotische stijl, staat eveneens onder monumentenzorg van het gebied Saar-Saarburg en is dus ook in de lijst van de beschermde monumenten van het gebied Trier-Saarburg opgenomen. Het vormt, samen met de Burg Saarburg, een van de blikpunten van het stadsbeeld.
De Kerk Mariä Heimsuchung is eveneens een katholieke kerk in Beurig, een stadsgedeelte van Saarburg. Ze dateert oorspronkelijk uit de 14e eeuw en is een laatgotische hallenkerk. Uitgebreid door een ruim hoofdschip, de oude kapel werd zo een zijschip, werd de kerk in 1695 dan nog eens uitgebreid door Keulse Franciscanen met een tweeverdiepig monnikenkoor. De kerk, die eveneens een parochiekerk is, staat eveneens onder bescherming van monumentenzorg.

## Stedenband
- Sarrebourg.

## Vervoer
Saarburg is vanuit Nederland en België zowel per auto als per trein te bereiken. Vanuit bijvoorbeeld Brussel en Maastricht is het drie uur rijden. Saarburg is gelegen aan het traject Trier - Saarbrücken. Per trein is Saarburg op het netwerk van regionale stoptreinen aangesloten. Vanaf het station bestaat een busdienst richting Luxemburg-stad.

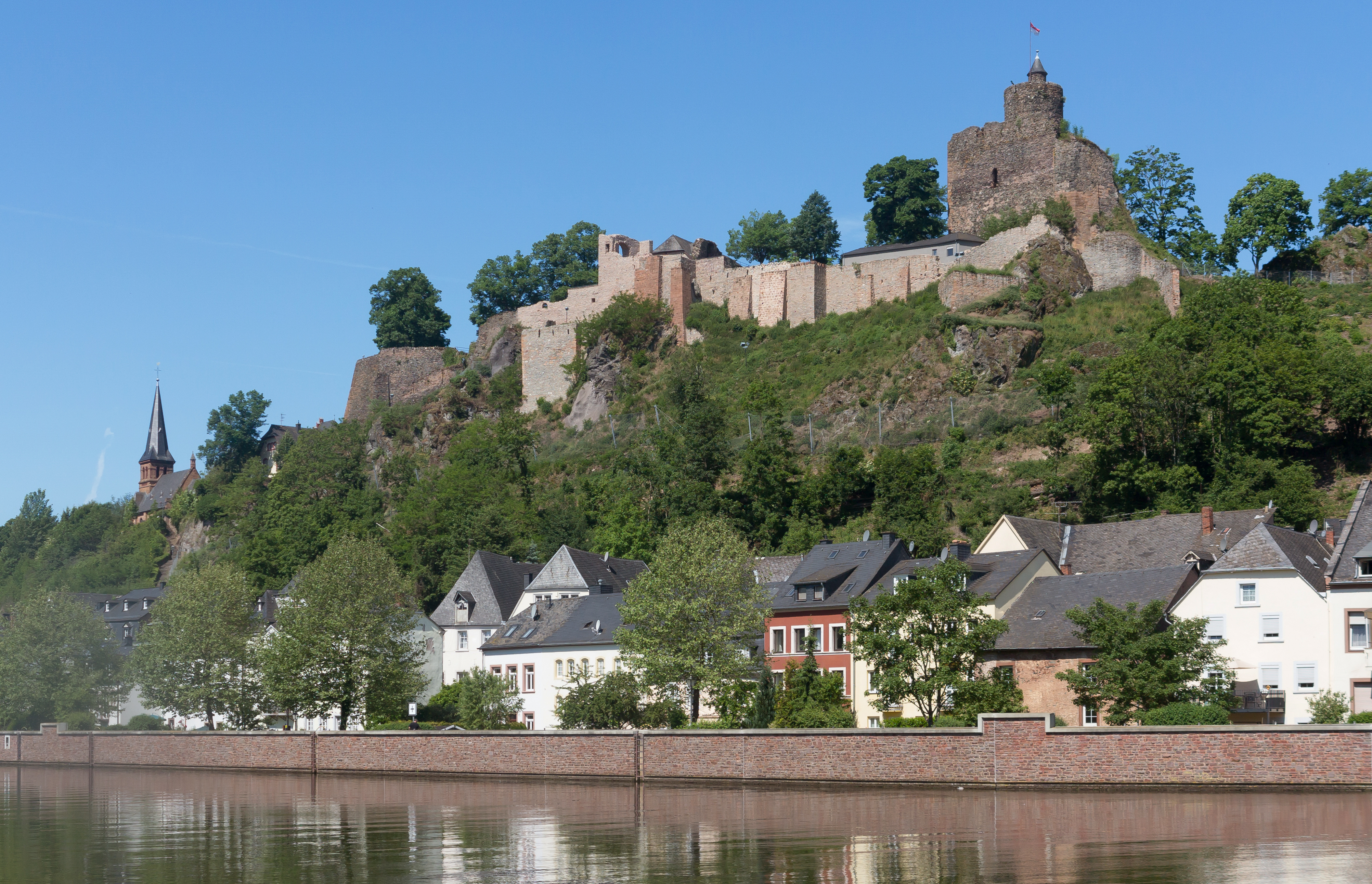
De burcht en de Ober- en Unterstad van Saarburg
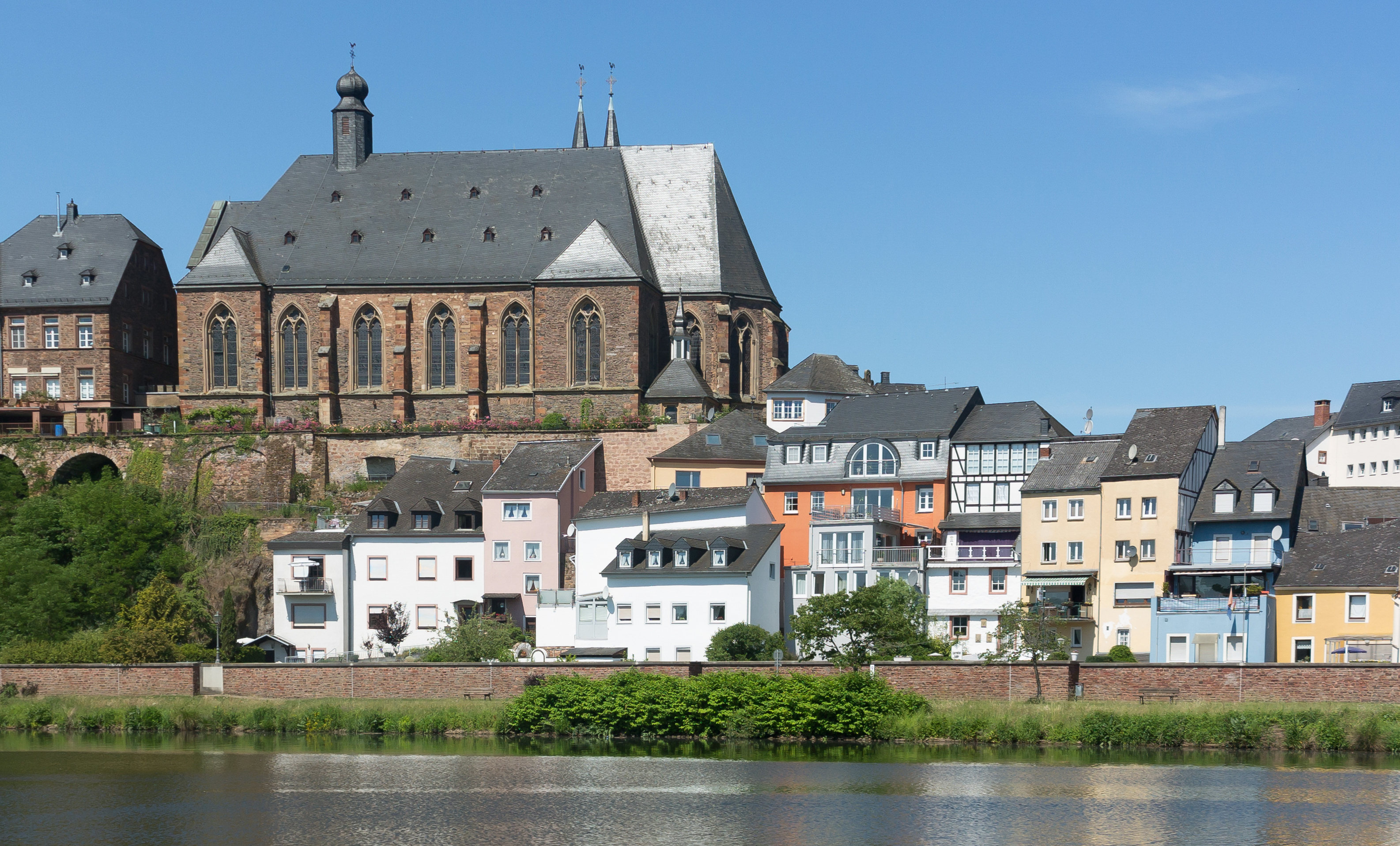
De katholieke kerk (Pfarrkirche Sankt Laurentius)
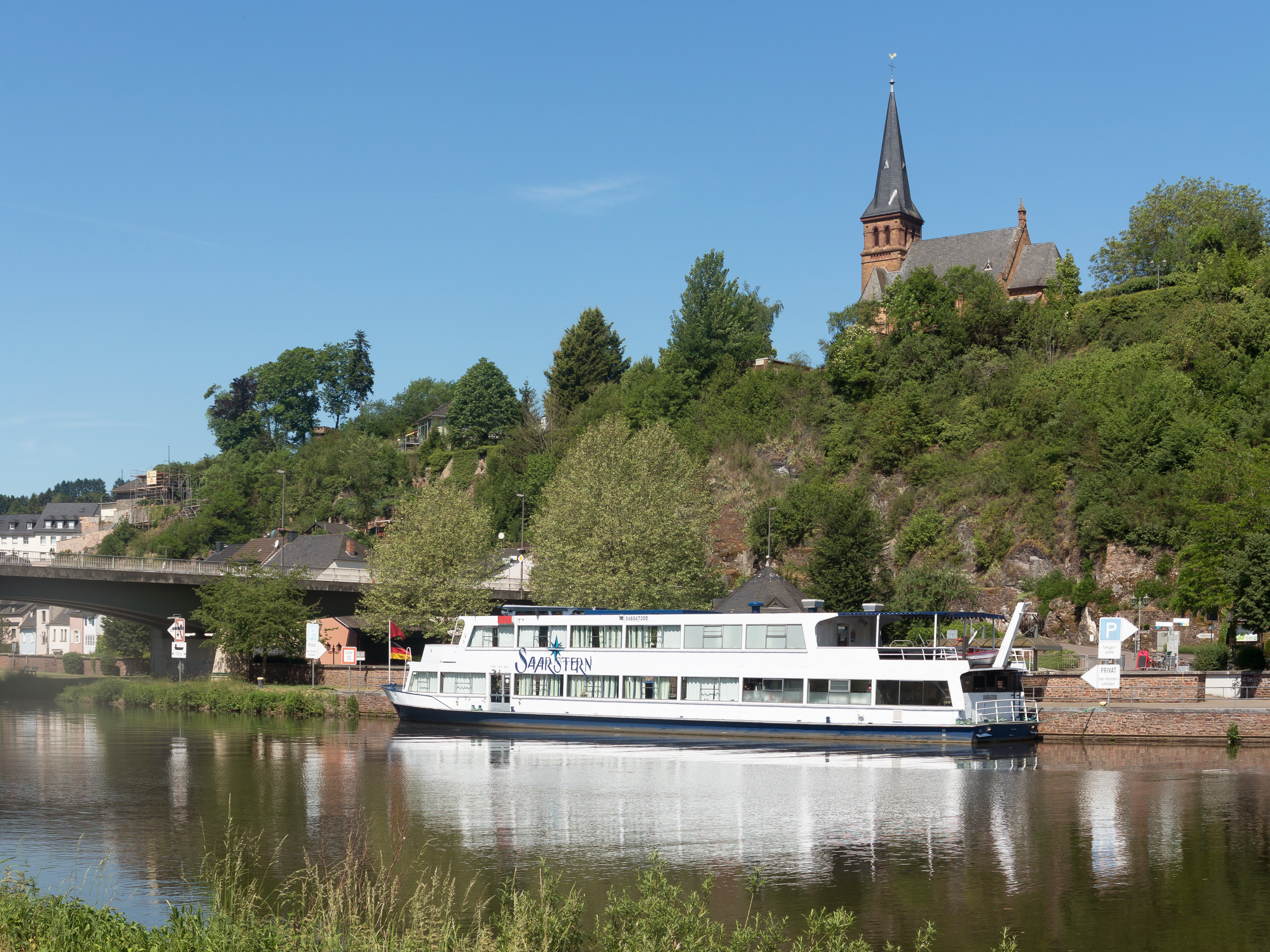
Rivier de Saar en de evangelische kerk
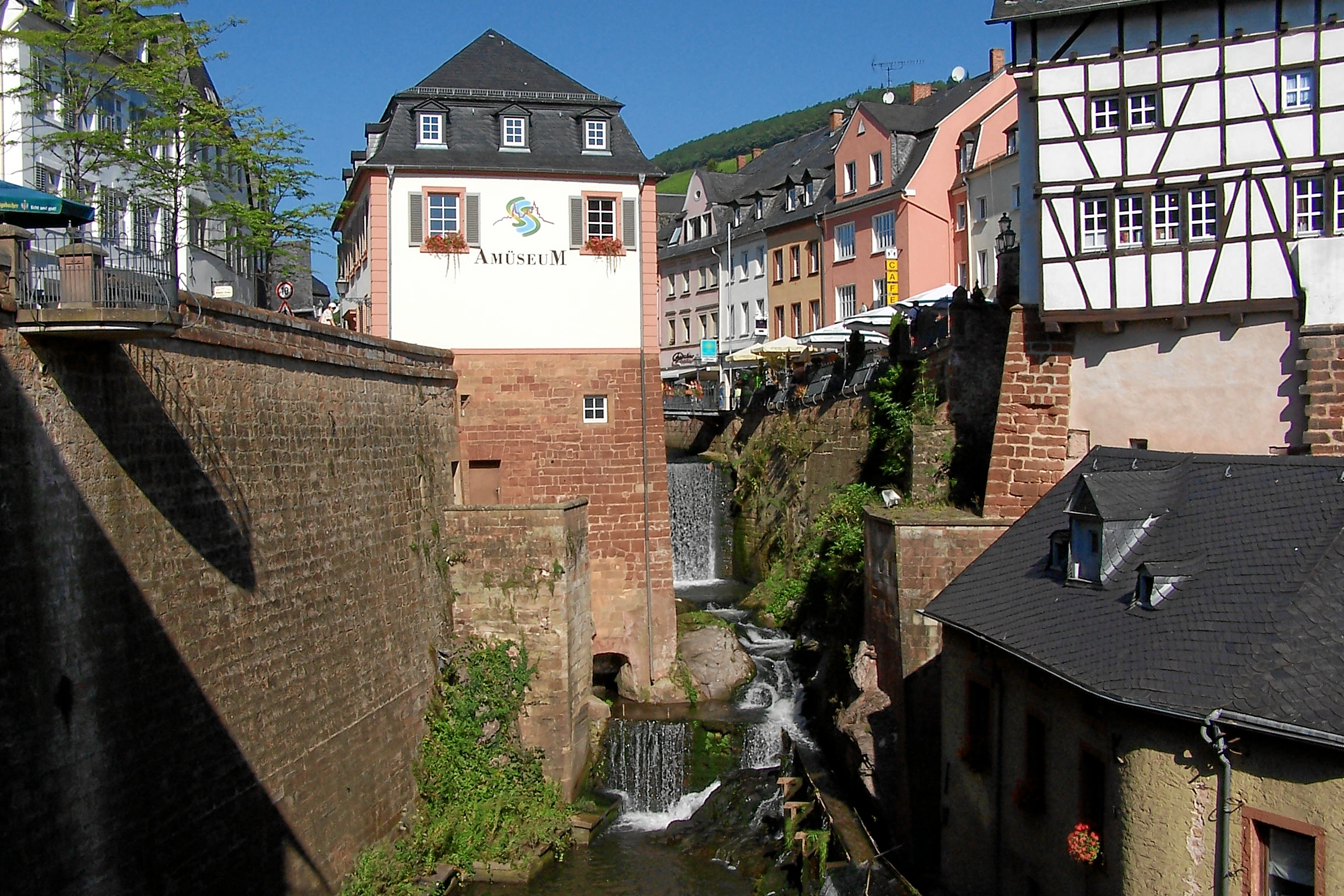
Waterval
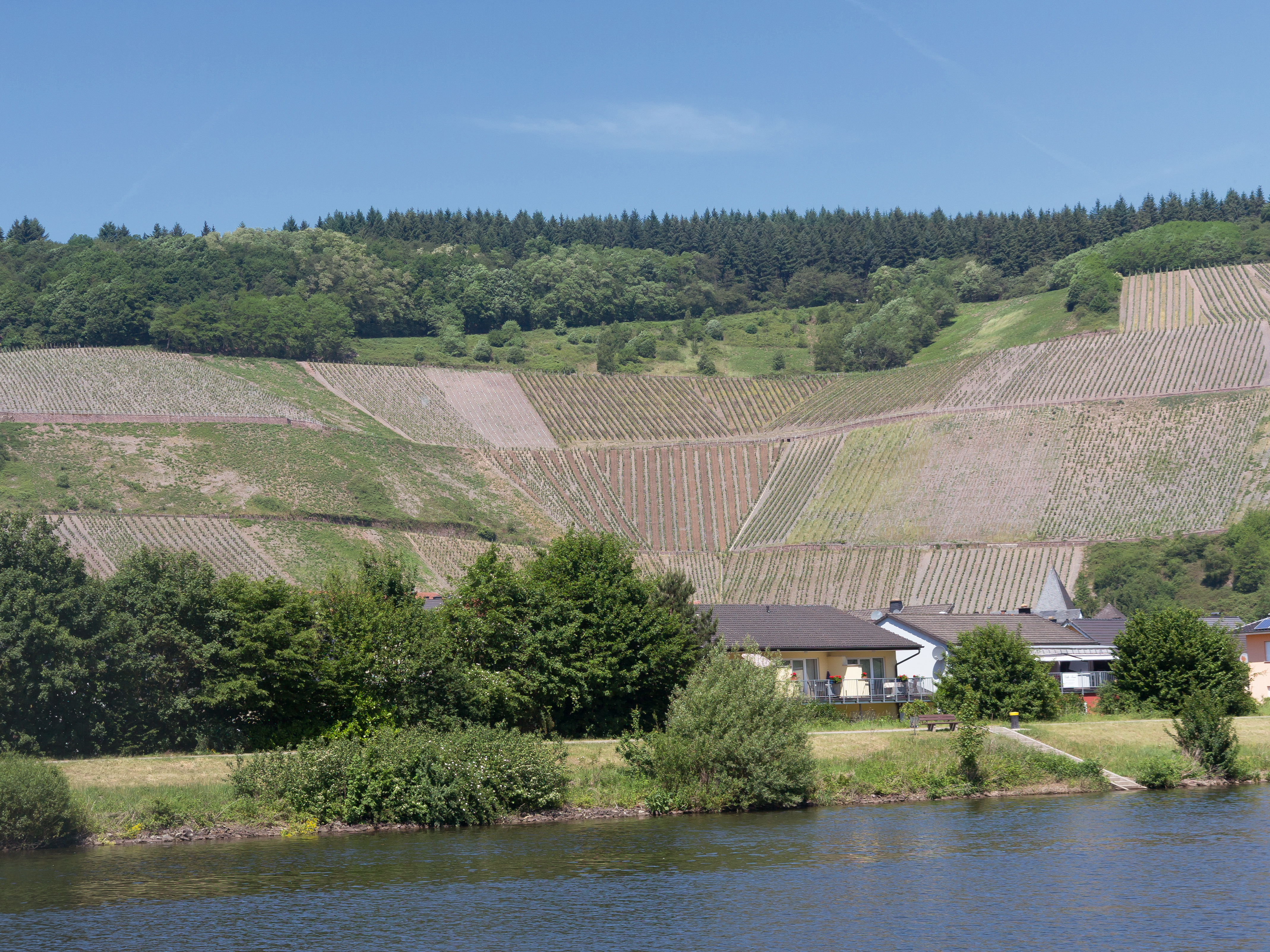
Rivier de Saar bij Saarburg